# Saint-Pierre-des-Échaubrognes
Saint-Pierre-des-Échaubrognes település Franciaországban, Deux-Sèvres megyében. Lakosainak száma 1396 fő (2022. január 1.). Saint-Pierre-des-Échaubrognes Maulévrier, La Tessoualle, Yzernay és Mauléon községekkel határos.

## Népesség
A település népessége az elmúlt években az alábbi módon változott:
| Lakosok száma | 1379 | 1398 | 1432 | 1411 | 1425 | 1444 | 1428 | 1412 | 1396 |
|               | 2013 | 2015 | 2016 | 2017 | 2018 | 2019 | 2020 | 2021 | 2022 |